# Dalen Hotel
Dalen Hotel er et «eventyrhotel», som ligger i byen Dalen i Tokke kommune i Telemark, Norge. Hotellet blev opført i 1894 i en overdådig, romantisk stil med dragehoveder, tårne og spir, altaner, fremspring, karnapper og gesimser.

Hotellet blev restaureret efter mange års forfald og genåbnede i 1992 med 38 værelser.

## Historie
Turiststrømmen til Dalen var stor allerede i 1800-tallet på grund af tilblivelsen af Telemarkskanalen, men Dalen manglede et luksushotel for de rige og prominente gæster. Med inspiration fra blandt andet stavkirkerne og fra vikingetiden blev hotellet opført i 1894. Hotellet blev kendt over hele Europa, og først og fremmest det engelske aristokrati kom snart hertil. Kong Oscar II af Sverige var gæst her, det samme var kejser Wilhelm af Tyskland og kong Leopold af Belgien. Også Norges egen kong Haakon VII og dronning Maud med daværende kronprins Olav kom som gæster på hotellet.
Under 2. Verdenskrig beslaglagde tyskerne hotellet, og interiør blev fjernet, mens bygningerne forfaldt. En lokal præst, Aage Samuelsen, havde tro på en fremtid for hotellet efter krigen. Han købte det, men det lykkedes ham aldrig at få rejst kapital til restaurering af bygningerne. Hans anstrengelser skabte dog så meget opmærksomhed og PR for hotellet, at der i sidste halvdel af 1980'erne blev igangsat en restaurering, og i 1992 genåbnede bygningen atter som hotel.

## Tildelt pris
Hotellet fik i 2000 hædersbevisningen Europa Nostra-prisen for bevaring af hotellet som et unikt kulturminde.

## Links
- Hotellets hjemmeside